# Johann Friedrich Matthei
Johann Friedrich Matthei (* 1790 in Rodenberg; † 26. April 1874 in Witzenhausen) war ein deutscher Architekt und kurhessischer Landbaumeister. Er gilt als wichtiger Baumeister des Klassizismus im damaligen Kurhessen.

## Leben
Nach Studienbeginn der Mathematik und Architektur an der Universität Rinteln, die damals zur Landgrafschaft Hessen-Kassel gehörte und 1810 ihren Lehrbetrieb einstellte, praktizierte Johann Friedrich Matthei im Tiefbau (damals Wege-Wasserbau genannt) und beendete sein Studium an der Universität Göttingen.
Er arbeitete zunächst im Schaumburgischen, bevor er ab 1817 bei einem Baumeister in Allendorf a. d. Werra arbeitete, 1821 aber zum kurfürstlichen Landbaumeister der Kreise Eschwege und Witzenhausen wurde und hier für den Bau öffentlicher Gebäude verantwortlich war, u. a. Kirchen, Pfarrhäuser, Schulen, Mühlen, Forstämter sowie den Wege- und Wasserbau. In den Jahren von 1821 bis 1854 vollendete Matthei 22 Kirchenbauten. Ab 1840 war er nur noch für den Kreis Witzenhausen zuständig, den er bis 1870 betreute.
Sein Enkel war der Maler Theodor Matthei, Mitglied der Willingshäuser Malerkolonie.

## Werke
Chronologische Liste der Bauten in Nordhessen mit Baujahr (nach: Dehio, Hessen):
- Grebendorf, ev. Kirche (1820)
- Alberode, ev. Kirche (1823)
- Evangelische Kirche (Orferode) (1823–25)
- Nesselröden, Synagoge (1826)
- Frankershausen, ev. Kirche (1827–28)
- Küchen, ev. Kirche (1827–28)
- Eschwege, Volksschule (1828)
- Markershausen, ev. Kirche (1828)
- Rittmannshausen, ev. Kirche (1828)
- Stadthosbach, ev. Kirche (1829–30)
- Aue, ev. Kirche (1831–32)
- Laudenbach, ev. Kirche (1836–37)
- Langenhain, ev. Kirche (1837)
- Oetmannshausen, ev. Kirche (1837)
- Synagoge (Eschwege) (1837–38)
- Lüderbach, ev. Kirche (1837–38)
- Frankenhain, ev. Kirche (1838)
- Rommerode, ev. Kirche (1838–39)
- Eichenberg, ev. Kirche (1840)
- Renda, ev. Kirche (1840)
- Marzhausen, ev. Kirche (1847)